# Võ Quang Hồ
Võ Quang Hồ (1922–2016) hay Vũ Quang Hồ, là một Thiếu tướng Quân đội nhân dân Việt Nam, từng giữ chức vụ Phó Cục trưởng Cục Tác chiến (Bộ Tổng tham mưu Quân đội nhân dân Việt Nam).

## Thân thế
Thiếu tướng Võ Quang Hồ sinh năm 1922 ở xã Phú Ân, huyện Phú Vang, phủ Thừa Thiên (nay là phường Phú Thượng, thành phố Huế, tỉnh Thừa Thiên Huế).

## Cuộc đời
Ban đầu, ông học Đại học ở Hà Nội. Tháng 3 năm 1945, sau sự kiện Nhật đảo chính Pháp, các trường Đại học bị đóng cửa, sinh viên tản mát các nơi. Võ Quang Hồ gia nhập Mặt trận Việt Minh cùng thời gian với Đặng Văn Việt, Phan Hàm, Nguyễn Thế Lâm. Bốn người từ Hà Nội trở về Huế để theo học trường Thanh niên tiền tuyến Huế do Phan Anh và Tạ Quang Bửu sáng lập.
Tháng 7 năm 1945, trường Thanh niên tiền tuyến Huế khai giảng. Tổ Việt Minh bốn người gồm Võ Quang Hồ là một trong 43 học viên (gồm Võ Sum, Tôn Thất Hoàng, Lê Thiệu Huy, Hoàng Xuân Bình, Nguyễn Thế Lương, Lê Quang Long, Mai Xuân Tần, Đoàn Huyên, Đào Hữu Liêu, Trần Kỳ Doanh, Đoàn Ân,...). Ngay ngày 2 tháng 7 (ngày khai giảng), Ban chấp hành Việt Minh trường với tên gọi "Việt Minh Thuận Hóa" được thành lập, bao gồm Nguyễn Thế Lâm, Lê Khánh Khang, Võ Quang Hồ, Đặng Văn Việt, Phan Hàm. Đến giữa tháng 8, Dưới sự hỗ trợ của Hoàng Anh và Trần Hữu Dực, Ban Việt Minh đã thành công "Việt Minh hóa" tất cả giáo viên và học viên trong trường.
Tháng 8 năm 1945, Võ Quang Hồ tham gia khởi nghĩa giành chính quyền ở Huế. Tháng 9, khi chính quyền mới thành lập, ông là chỉ huy Đại đội 4 tham gia các hoạt động quân sự bảo vệ trật tự, chống sự khiêu khích của quân Trung Hoa Dân quốc và quân đội Pháp. Tháng 12 năm 1946, ông tham gia trận chiến bao vây quân Pháp trong thành Huế. Sau đó, ông trở thành Tiểu đoàn trưởng Tiểu đoàn 18 thuộc Trung đoàn 96.
Tháng 6 năm 1950, Liên khu V quyết định thành lập Trung đoàn 803, gồm Trung đoàn trưởng Lư Giang, Chính ủy Nguyễn Sắc Kim, Trung đoàn phó Võ Quang Hồ.
Những năm 1953–1954, ông là Tham mưu trưởng quân tình nguyện Việt Nam ở Hạ Lào, tham gia chỉ huy chiến trường Hạ Lào – Đông bắc Campuchia trong Chiến cục Đông Xuân.
Năm 1962, ông là cố vấn quân sự cho Chính phủ Liên hiệp Lào, cùng với Phôm Ma mở mặt trận phối hợp cho chiến dịch Nậm Thà.
Tháng 4 năm 1973, với cương vị Cục phó Cục Tác chiến, ông là thành viên Tổ trung tâm do Thiếu tướng Lê Trọng Tấn làm Tổ trưởng (gồm Vũ Lăng, Võ Quang Hồ, Lê Hữu Đức). Đến tháng 6, Tổ trung tâm có nhiệm vụ hoàn thành dự thảo Đề cương kế hoạch chiến lược 305 TG1 (kế hoạch chiến lược giải phóng miền Nam).
Ngày 12 tháng 4 năm 1975, ông thuộc Tổ Thường trực (gồm Lê Hữu Đức, Võ Quang Hồ, Mai Xuân Tần, Đoàn Thế Hùng, Lê Duy Mật) do Thiếu tướng Cao Văn Khánh phụ trách, giúp Tổng Tư lệnh Đại tướng Võ Nguyên Giáp nghiên cứu cách đánh và chỉ đạo tác chiến. Từ đó đưa ra phương án cho chiến dịch giải phóng Sài Gòn.
Sau khi nghỉ hưu, ông chuyển về sống ở quận Gò Vấp, Thành phố Hồ Chí Minh. Ngày 10 tháng 3 năm 2016, ông qua đời ở Bệnh viện Quân y 175 (Bộ Quốc phòng).

## Tặng thưởng
- Huân chương Quân công hạng Nhì, Ba
- Huân chương Chiến thắng hạng Nhì
- Huân chương Kháng chiến chống Mỹ cứu nước hạng Nhất
- Huân chương Chiến công hạng Nhất, Nhì, Ba
- Huân chương Xa Na Lợt hạng Nhất (Nhà nước Lào tặng)
- Huân chương Chiến sĩ vẻ vang hạng Nhất, Nhì, Ba
- Huân chương Quân kỳ quyết thắng
- Huy hiệu 70 năm tuổi Đảng